# Księstwo włodzimierskie
Księstwo włodzimierskie – księstwo ruskie powstałe w 1154 roku z podziału księstwa wołyńskiego. Drugim powstałym wtedy księstwem było księstwo łuckie.